# Lacinipolia ferrea
Lacinipolia ferrea är en fjärilsart som beskrevs av Augustus Radcliffe Grote 1881. Lacinipolia ferrea ingår i släktet Lacinipolia och familjen nattflyn. Inga underarter finns listade i Catalogue of Life.